# Tubinicella major
Tubinicella major är en kräftdjursart som beskrevs av Jean-Baptiste Lamarck 1802. Tubinicella major ingår i släktet Tubinicella och familjen Coronulidae. Inga underarter finns listade i Catalogue of Life.